# Hans Jørgen Kampmann
Hans Jørgen Kampmann (11. august 1889 i København – 8. februar 1966 i Kongens Lyngby) var en dansk arkitekt, der var søn af Hack Kampmann og bror til Christian Kampmann.
Han blev gift 24. februar 1921 i København med Ulla Bergsøe. Hun var født den 5. januar 1896 på Frederiksberg, datter af postekspedient, senere overpostinspektør Jørgen Bergsøe og Louise Alvilde Brummé.

## Uddannelse
Student 1908; cand.phil. 1909, optaget på Kunstakademiets Arkitektskole oktober 1909; afgang februar 1919; fik den lille guldmedalje 1925. Medhjælper hos faderen Hack Kampmann 1912-20. 

## Stipendier
- Akademiets 1925 (store)
- Zach. Jacobsen 1930

Rejser: 1920 og 21 Italien; 1925 Frankrig og Italien; 1931 og 35 Tyskland; 1936-37 Ophold i Iran; derfra Lilleasien, Grækenland, Italien og Frankrig. 

## Udstillinger
- Kunstnernes Efterårsudstilling 1918
- Charlottenborg 1921, 1925, 1927, 1932, 1943 (med 13 arbejder)

## Stillinger
- Undervist som assistent på Kunstakademiets Arkitektskole 1920-22 (perspektiv, akvarel, husbygning) samt på Polyteknisk Læreanstalt

## Arbejder
- Sankt Pauls Kirke i Hadsten (1918-19, sammen med Hack Kampmann)
- Medarbejder ved Politigården i København fra 1918; deltog efter faderens død i videreopførelsen (1920-24, sammen med Aage Rafn, Holger Jacobsen og Anton Frederiksen)
- Posthus i Bredstrup i Århus Amt (1920, sammen med Hack Kampmann)
- Post- og Telegrafbygning, Nørregade i Randers (1924-25, sammen med Carl Harild)
- Købmandsbo, Frederikssundsvej 106 A-C (1930, sammen med Aage Rafn, 1. præmie)
- Karreen Horsekildevej 36-48 (1932, sammen med Rafn, præmieret 1933)
- Hovedbanegården i Teheran (1936-37, sammen med Christian Kampmann og K.T. Seest)
- Nordisk Kollegium, Strandboulevarden 32, København (1942-43, præmieret af Københavns Kommune og Foreningen til Hovedstadens Forskønnelse)

### Projekter
- Krematorium på Frederiksberg (4. præmie 1926, sammen med Christian Kampmann)
- Aarhus Universitet (2. præmie 1931, sammen med Aage Rafn)